# Musikjahr 1780
Liste der Musikjahre

◄◄ | ◄ | 1776 | 1777 | 1778 | 1779 | Musikjahr 1780 | 1781 | 1782 | 1783 | 1784 | ► | ►►

Weitere Ereignisse
Dieser Artikel behandelt das Musikjahr 1780.

## Ereignisse
- 07. April: In Bordeaux wird das von Victor Louis im Stil des italienischen Klassizismus errichtete Grand Théâtre eröffnet, das von Zeitgenossen als größtes und schönstes Theater in Frankreich bezeichnet wird. Gespielt wird bei der Festveranstaltung Jean Racines Drama Athalie aus dem Jahr 1691.
- 05. November: Wolfgang Amadeus Mozart reist nach München, um am 29. Januar an der Uraufführung seiner Opera seria Idomeneo (KV 366), die er in diesem Jahr komponiert hat, teilzunehmen.
- 12. November: In Wolfersdorf, einem Ort in der Hallertau, missachten vier Bauernburschen ein Tanzverbot. Der Volkstanz Zwiefacher wird deshalb im Gerichtsprotokoll erstmals dokumentiert.
- Johann Andreas Cramer, Kanzler der Christian-Albrechts-Universität zu Kiel, gibt in Altona das Cramersche Gesangbuch heraus.
- In einem englischen Kinderbuch wird erstmals das Weihnachtslied The Twelve Days of Christmas veröffentlicht.
- Die dänische königliche Nationalhymne „Kong Christian“ wird erstmals gesungen.
- Carl Philipp Emanuel Bachs musikpädagogisches Lehrwerk Versuch über die wahre Art das Clavier zu spielen erscheint in dritter Auflage.

### Opern und andere Bühnenwerke
- 20. Januar: Uraufführung des Singspiels Rosamunde von Anton Schweitzer nach einem Libretto von Christoph Martin Wieland am Nationaltheater Mannheim.
- 08. März: Uraufführung der Oper L’amant anonyme in zwei Akten mit Balletteinlagen von Joseph Bologne, Chevalier de Saint-Georges in Raincy bei Paris im Theater der Madame de Montesson (einer Schwägerin von Ludwig XIV.).
- 05. Juni: Die Oper La finta amante von Giovanni Paisiello wird in Mogiljow uraufgeführt.
- 06. Juni: Uraufführung der Oper Andromaque von André-Ernest-Modeste Grétry auf das Libretto von Louis-Guillaume Pitra in der Pariser Oper.
- 23. September: Die Oper Adelheit von Veltheim von Christian Gottlob Neefe wird in Frankfurt am Main uraufgeführt.
- 06. Dezember: Die Oper Alcide al bivio von Giovanni Paisiello wird in Sankt Petersburg uraufgeführt.
- Von Domenico Cimarosa werden in Rom die beiden Opern Le donne rivali und Cajo Mario, in Neapel die drei Opern I finti nobili, Il falegname und L’avviso ai maritati uraufgeführt.
- Am Hoftheater in Mannheim wird die Oper Cleopatra von Franz Danzi auf das Libretto von Johann Leopold Neumann uraufgeführt.
- Niccolò Piccinni – Atys
- Bernardo Porta – La Principessa d'Amalfi
- Peter von Winter: Reinhold und Armida (Oper)
- Vicente Martín y Soler: Ipermestra (Oper); Andromaca (Oper); Il ratto delle Sabine (Ballett); Pietro, re di Aragona, o sia Il trionfo della virtù (Ballett); Semiramide (Ballett); Zemira ed Azor (Ballett).

### Kammermusik
- Luigi Boccherini
  - 6 Quintettini op. 30 (darunter Nr. 6 Musica Notturna delle Strade di Madrid)
  - 6 Quintetti op. 31
  - 6 Quartetti op. 32[1]
- Joseph Haydn – Sechs Sonaten für Cembalo und Pianoforte op. 30

### Kirchenmusik
- Karl Ditters von Dittersdorf – Giob (Oratorium)

### Orchestermusik
- Joseph Haydn
  - Sinfonie Nr. 62 in D-Dur
  - Sinfonie Nr. 74 in Es-Dur
- Wolfgang Amadeus Mozart – Sinfonie Nr. 34 in C-Dur (KV 338)

## Geboren

### Geburtsdatum gesichert
- 08. März: Thomas Carr, US-amerikanischer Musikverleger, Komponist und Organist († 1849)
- 10. März: Juan José Landaeta, venezolanischer Komponist († 1814)
- 18. Juni: Michael Henkel, deutscher Komponist († 1851)
- 25. Juli: Christian Theodor Weinlig, deutscher Musiklehrer, Komponist und Chordirigent († 1842)
- 19. August: Pierre-Jean de Béranger, französischer Lyriker und Liedtexter († 1857)
- 03. November: Victor Dourlen, französischer Komponist († 1864)
- 09. November: Martin Anwander, österreichischer Orgelbauer († 1838)
- 22. November: Conradin Kreutzer, deutscher Komponist († 1849)
- 17. Dezember: Barbu Lăutaru, rumänischer Sänger und Cobza-Spieler († 1858)
- 22. Dezember: Johann Strolz, österreichischer Jurist, Volkslied- und Mundartforscher sowie Schriftsteller († 1835)
- 29. Dezember: Jakob Moralt, deutscher Musiker († 1820)

### Geboren um 1780
- José Francisco Acuña, portugiesischer Pianist und Komponist spanischer Herkunft († 1828)
- Friedrich Haberkorn, deutscher Sänger, Schauspieler und Theaterdirektor († 1826)
- Marietta Marcolini, italienische Schauspielerin und Opernsängerin († 1855)
- Luigi Moretti, italienischer Gitarrist und Komponist († 1850)

## Gestorben

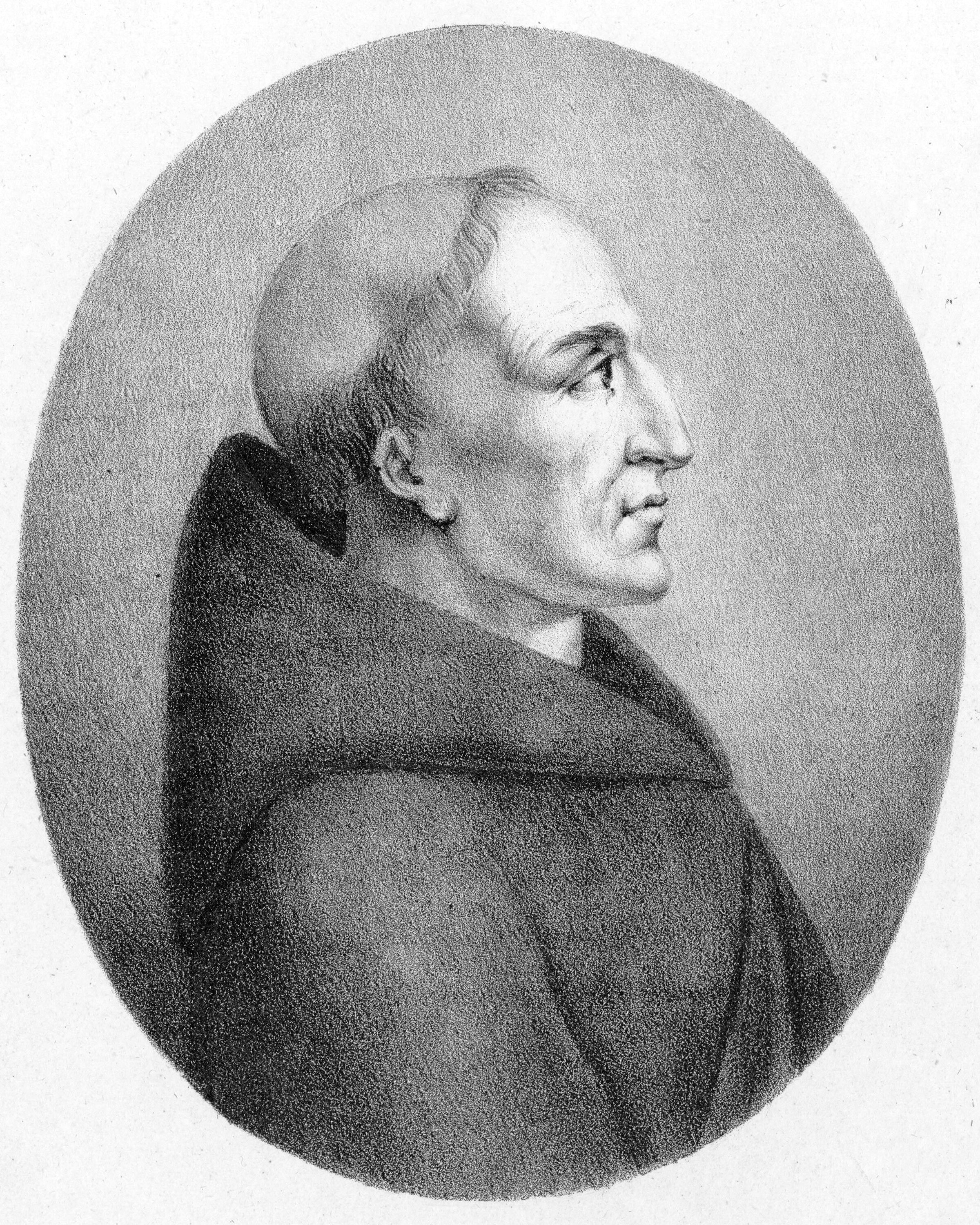
Francesco Antonio Vallotti; † 10. Januar

### Todesdatum gesichert
- 01. Januar: Johann Ludwig Krebs, deutscher Komponist und Organist (* 1713)
- 10. Januar: Aegidius Schenk, österreichischer Komponist und Organist (* 1719)
- 10. Januar: Francesco Antonio Vallotti, italienischer Komponist, Musiktheoretiker und Organist (* 1697)
- 04. Februar: Anne-Jeanne Cassanéa de Mondonville, französische Cembalistin (* 1708)
- 21. April: Ferdinand Zellbell, schwedischer Komponist (* 1719)

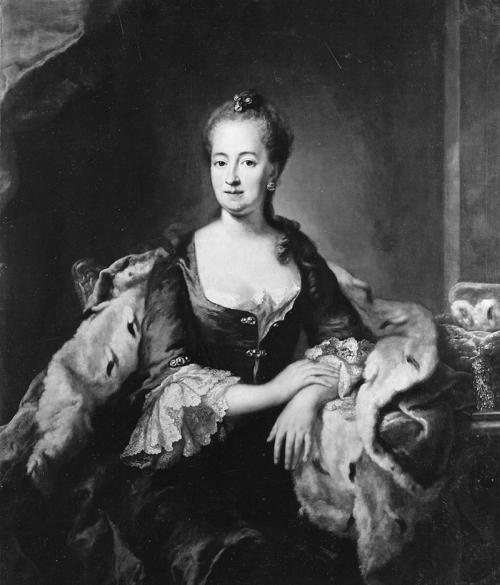
Maria Antonia von Bayern; † 23. April

- 23. April: Maria Antonia von Bayern, bayerische Kunstmäzenin und Komponistin, Malerin und Dichterin (* 1724)
- 04. Mai: Christian Ernst Friederici, deutscher Orgel- und Klavierbauer (* 1709)
- 14. Mai: Pierre-Montan Berton, französischer Komponist, Dirigent und Tenor (* 1727)
- 18. Juni: Johann Philipp Seuffert, mainfränkischer Orgelbauer (* 1693)
- 13. August: Johann Georg Hoffmann, deutscher Organist und Komponist (* 1700)
- 07. September: Franz Lamotte, flämischer Violinist und Komponist (* um 1751)
- 08. Oktober: Friedrich Christian Mohrheim, deutscher Komponist (* 1719)
- 14. Oktober: Johann Georg Fischer, deutscher Orgelbauer (* 1697)
- 05. November: Christian Friedrich Voigt, deutscher Orgelbauer und Organist (* um 1725)
- 14. Dezember: Ignatius Sancho, englischer Komponist und Schriftsteller afrikanischer Herkunft (* 1729)
- 28. Dezember: Mademoiselle Durancy, französische Schauspielerin und Opernsängerin (* 1746)

### Genaues Todesdatum unbekannt
- Benedetta Emilia Agricola, italienischstämmige Opernsängerin der Stimmlage Sopran (* 1722)
- Domenico Ferrari, italienischer Violinist und Komponist der Frühklassik (* 1722)
- Johann Baptist Georg Neruda, böhmischer Violinist und Komponist der Vorklassik (* 1707)